# Geoff Mardon
Geoff Mardon, właśc. Geoffrey Cyril Mardon (ur. 24 listopada 1927 w Christchurch, zm. 6 sierpnia 2015 tamże) – nowozelandzki żużlowiec.

## Życiorys
Trzykrotny uczestnik turnieju finałowego indywidualnych mistrzostw świata, 1953 (3. miejsce – brązowy medal), 1954 (11. miejsce) oraz 1959 (10. miejsce).